# 38:e breddgraden
Den 38:e (nordliga) breddgraden är en breddgrad som korsar Asien, Medelhavet och USA. Den har haft en särskild betydelse i Koreas historia.

## Korea
Efter Japans kapitulation 1945 drogs gränsen mellan den sovjetiska och den amerikanska ockupationszonen i Korea vid den 38:e breddgraden, efter förslag av amerikanen Dean Rusk. Breddgraden delade Koreahalvön ungefär mitt av. 1948 blev denna linje gränsen mellan de nyblivna självständiga staterna Nordkorea och Sydkorea. När de väpnade striderna under Koreakriget tog slut sommaren 1953 i samband med vapenstilleståndet fastställdes en ny gränslinje i mitten av Koreas demilitariserade zon, som korsar den 38:e breddgraden sydvästerifrån.

## Länder som korsas av breddgraden
- USA
- Portugal
- Spanien
- Tunisien
- Italien
- Grekland
- Turkiet
- Iran
- Turkmenistan
- Tadzjikistan
- Uzbekistan
- Afghanistan
- Kina
- Nordkorea
- Sydkorea
- Japan

## Amerikanska delstater som korsas
- Kalifornien
- Nevada
- Utah
- Colorado
- Kansas
- Missouri
- Illinois
- Indiana
- Kentucky
- West Virginia
- Virginia
- Maryland